# Paul Petschek
Paul Petschek (* 21. Juni 1886 in Prag, Österreich-Ungarn; † 18. August 1946 in Oak Bay, Kanada) war ein führender Angehöriger der deutschböhmischen Unternehmerdynastie Petschek, die im späten 19. und frühen 20. Jahrhundert zu den reichsten jüdischen Familien Europas zählte.

## Familie
Paul Petschek war der zweitgeborene Sohn von Isidor Petschek (1854–1919) und Camilla Petschek, geborene Robitschek (1860–1928). Er hatte drei Brüder: Otto Petschek (1882–1934), Friedrich Petschek (1890–1940) und Hans Petschek (1895–1968). Sein Großvater war der Geldverleiher Moses Petschek, der die Unternehmerdynastie Petschek begründete. Zu Beginn des 20. Jahrhunderts teilte sich die Familie in zwei Stammlinien auf. Paul Petschek gehörte der Prager Linie an, auch Prager Petscheks genannt.
Verheiratet war Paul Petschek in erster Ehe mit Klara Petschek, geborene Pick (1894–1993), auch Klärchen, später Claire genannt. Aus dieser Verbindung gingen zwei gemeinsame Kinder hervor: Ruth Petschek (1925–2022) und Erich Petschek (1922–2018), später Eric genannt. In zweiter Ehe war er mit Stefanie Petschek, geborene Koenig (1895–1960) verheiratet.

## Leben in Böhmen
Paul Petschek wuchs in einem sehr vermögenden Elternhaus auf und erhielt eine umfassende, klassische Bildung. Er besuchte das Kaiserlich-königliche Staats-Gymnasium mit deutscher Unterrichtssprache in Prag-Neustadt (Graben). Nach seiner Matura studierte Petschek in Prag Ingenieurwissenschaften an der Karl-Ferdinands-Universität, wo er auch als führendes Mitglied im Vertreterausschuss der deutschen Studenten wirkte. Im Jahr 1911 promovierte er an der Technischen Hochschule zu Dresden in Chemie. Sein Doktorvater war Walther Hempel, mit dem er die gesammelten Vulkangase von Alphons Stübel analysierte und einen missglückten Beprobungsversuch am ausbrechenden Stromboli (1913) unternahm.
Seinen einjährig freiwilligen Präsenzdienst hatte Petschek als Kadett der Feld- und Gebirgsartillerie beim Kaiserlich-königlichen Feldkanonenregiment 24 in Prag geleistet und zu Neujahr 1911 sein Leutnantspatent erhalten. Im Dezember 1912 wurde er formal als Leutnant der Reserve in die k.k. Landwehr übersetzt. Seit seiner Jugend zeigte Paul Petschek großes Interesse für sportliche Aktivitäten. Genauso wie sein Bruder Friedrich war er Mitglied im Herrenfechtklub Prag sowie Mitglied im Prager Eishockey-Klub und im elitären Deutschen Ruderclub ‚Regatta‘ zu Prag. Später spielte er professionell Golf und nahm an internationalen Turnieren teil.
Nach Beendigung des Militärdienstes und des Studiums erhielt Paul Petschek von seinem Vater eine intensive Einarbeitung in die umfangreichen Banken- und Bergbaugeschäfte der Familie. Schon früh stand fest, dass er seinen Onkel Julius Petschek bei den Investitionen der Familie in Deutschland unterstützen sollte. Die Realisierung dieser Pläne unterbrach der Ausbruch des Ersten Weltkriegs. Als Offizier im Landwehrfeldkanonenregiment Nr. 26 wurde er sofort an der Ostfront, später an der Südwestfront eingesetzt. Überliefert ist, dass Paul Petschek die Familienlimousinen mitsamt Chauffeur nutzte, um an den Frontlinien entlang zu fahren und zu sondieren, wo österreichische Granaten eingeschlagen waren. Für „Tapferkeit vor dem Feind“ erhielt er im Frühjahr 1915 das Signum Laudis und im Juli 1915 die Beförderung zum Oberleutnant. Kurze Zeit später erlitt er im Kampf eine schwere Kopfverletzung und erhielt nach einem langen Lazarettaufenthalt bis Kriegsende eine Schreibtischtätigkeit im Wiener Kriegsministerium zugewiesen.
Als loyaler Anhänger der Habsburger Monarchie betrachtete Paul Petschek den Zerfall des österreichisch-ungarischen Kaiserreichs mit Verbitterung und blieb wie alle Prager Petscheks auch nach der Tschechoslowakischen Unabhängigkeitserklärung sowohl geschäftlich als auch privat eng mit Österreich und Deutschland verbunden. Gemeinsam mit seinen Brüdern Otto, Friedrich und Hans sowie seinem Onkel Julius und dessen Sohn Walter gründete er im November 1920  in Prag das Bankhaus Petschek & Co. Das Unternehmen entfaltete sich zur größten Privatbank in der Ersten Tschechoslowakischen Republik.

## Aktivitäten in Deutschland
Als tschechoslowakischer Staatsbürger lebte er spätestens ab Frühjahr 1921 überwiegend in Berlin und arbeitete eng mit seinem Onkel Julius zusammen, der sich ab dem Jahr 1925 aus dem Geschäftsleben zurückzog. Am Wannsee erwarb Paul Petschek eine Villa in der Friedrich-Karl-Straße 21 (heute Am Sandwerder 29–31), die er 1923/24 von der Architektengruppe Breslauer & Salinger aufwändig umbauen ließ (Haus am See, heute Gästehaus der Bundesbank). Eine weitere Villa für Paul Petschek entstand zur gleichen Zeit in Prag-Bubentsch (heute Bubeneč, Wolkerova 16) nach den Entwürfen von Max Spielmann, dem „Haus-Architekten“ der Petscheks.
Im Oktober 1928 übernahm Paul Petschek die Leitung der Familieninteressen in Deutschland. Sämtliche Fäden über die Investitionen und die Koordination des mitteleuropäischen Besitzes der Familie liefen jedoch immer in Prag zusammen, deren unangefochtener Patriarch bis 1934 sein älterer Bruder Otto war. Dessen Einfluss als Familienoberhaupt ging so weit, dass er unter anderem das Liebesleben seines Bruders behinderte, indem er Paul verbot, seine erste Freundin zu heiraten, die aus der Arbeiterschicht stammte und daher nach Ansicht von Otto nicht zu ihm passte. Nach dem Tod von Otto Petschek übernahm der jüngste Brüder Hans die Gesamtführung der Familiengeschäfte.
Laut einer amtlichen Studie aus dem Jahr 1929 zählte Paul Petschek zu den fünf reichsten Personen in Deutschland. Neben zahlreichen Beteiligungen an Banken und Bergwerken in ganz Europa sowie Nord- und Südamerika besaßen die Prager Petscheks unter anderem die Aktienmehrheit an der Werschen-Weißenfelser Braunkohlen AG und den Anhaltischen Kohlenwerken. Diese beiden Unternehmen waren zu damaliger Zeit die größten Braunkohleproduzenten im Mitteldeutschen Revier. Im Zuge der Weltwirtschaftskrise (1929), welche die tschechoslowakische Industrie und das Finanzwesen besonders hart traf, entschloss sich die Familie, ihre Geschäftsbeteiligungen in Mitteleuropa zu verkaufen. Der Rückzug der Prager Petscheks aus Deutschland und der Tschechoslowakei erfolgte nach einem im Jahr 1932 von seinem Bruder Otto entwickelten festen Plan und hatte familiäre, politische sowie wirtschaftliche Gründe.
Bis 1937 etablierte sich die Familie geschäftlich in England. Paul Petschek war schon ab Mai 1936 der Familienvertreter in London. Der Verkauf des riesigen Besitzes in Deutschland vollzog sich über mehrere Jahre. Im Januar 1937 gab Paul Petschek seinen Unterhändlern die Anweisung, „in zupackender Weise zu verhandeln“. Für den Verkauf der Aktienanteile stellte er bei der Werschen-Weißenfelser Braunkohlen AG und den Anhaltischen Kohlenwerken als neuen Vorstand Carlos Wetzell ein, dem er ein Sonderhonorar versprach, „falls die Verhandlungen zu einem positiven Ergebnis“ für die Petscheks führen würden. Wetzell nahm hierfür Kontakt mit Friedrich Flick auf, der im Mai 1938 nach zähem Feilschen und dem Hinweis, dass auch eine staatliche Enteignung drohen könnte, sämtliche Aktien erwarb. Ihren Besitz in der Tschechoslowakei verkauften die Prager Petscheks gewinnbringend im Juli 1938 vollständig an die Živnostenská banka.

## Werdegang in Kanada
Alle Prager Petscheks verließen bis September 1938 Europa. Während sein Bruder Hans in den USA für Nordamerika und sein Bruder Friedrich in Argentinien für Südamerika  die Leitung der Familieninteressen übernahm, zog sich Paul Petschek aus dem Geschäftsleben zurück. Er etablierte sich mit seiner Familie in Kanada und erwarb in der Nähe von Cloverdale, heute ein Vorort von Vancouver, eine große Farm. Als zugelassener Züchter widmete er sich der Zucht von Rassepferden sowie der Haltung üppiger Herden Jersey-Rindern, wofür er mehrfach von der Canadian Ayrshire Breeders‘ Association und der Canadian Jersey Cattle Society ausgezeichnet wurde.
Paul Petschek verstarb im 60. Lebensjahr in Oak Bay während eines Aufenthalts im Oak Bay Beach Hotel an einer Koronarthrombose. Sein Grab befindet sich auf dem Surrey Centre Cemetery in Cloverdale (Greater Vancouver). Er hinterließ seinen Erben ein umfangreiches Vermögen, darunter Anteile an der United Continental Company in New York (UCC), Bankguthaben, Aktien und Anleihen der Montreal Trust Company in Vancouver, der Bank of Montreal, der Royal Bank of Canada, S. Japhet & Co. Ltd. London, Jacob Japhet & Company in Jerusalem, The Bank of Bermuda Limited.